# Historia industrial de la República Popular China

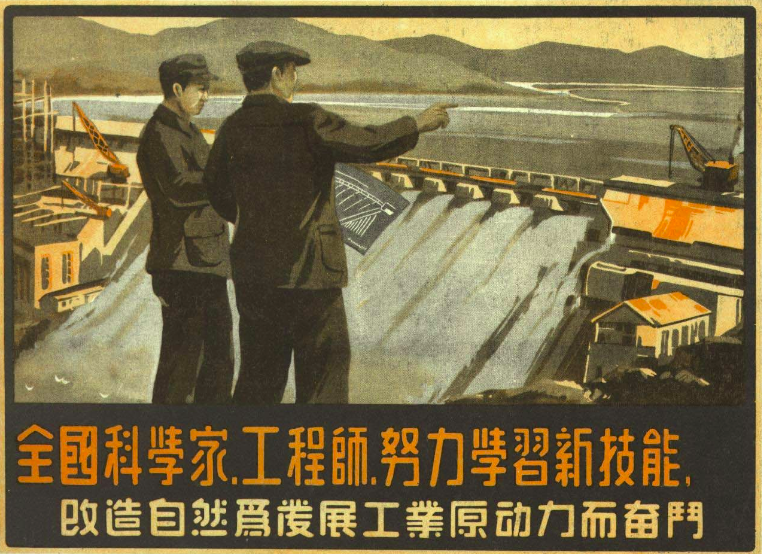
Promovió la construcción industrial en el momento de la fundación del gobierno en 1950

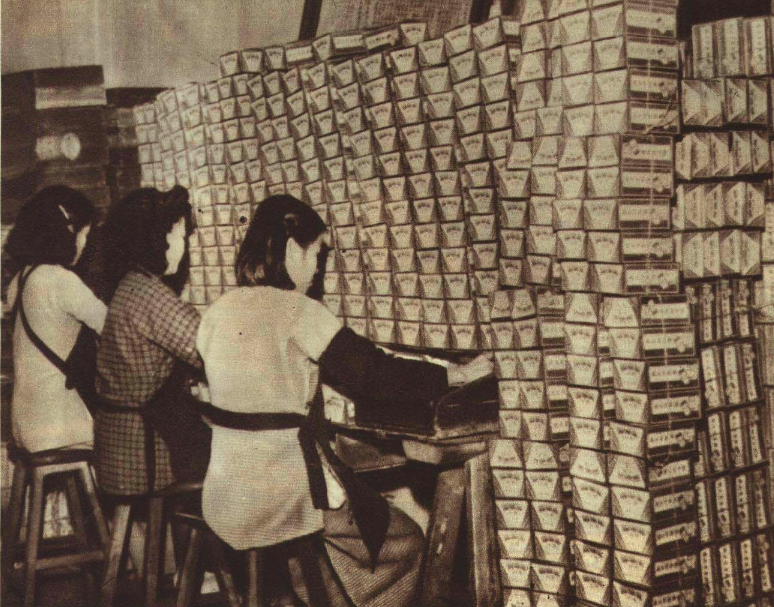
1950 de Fébrica de baterías de Guangzhou

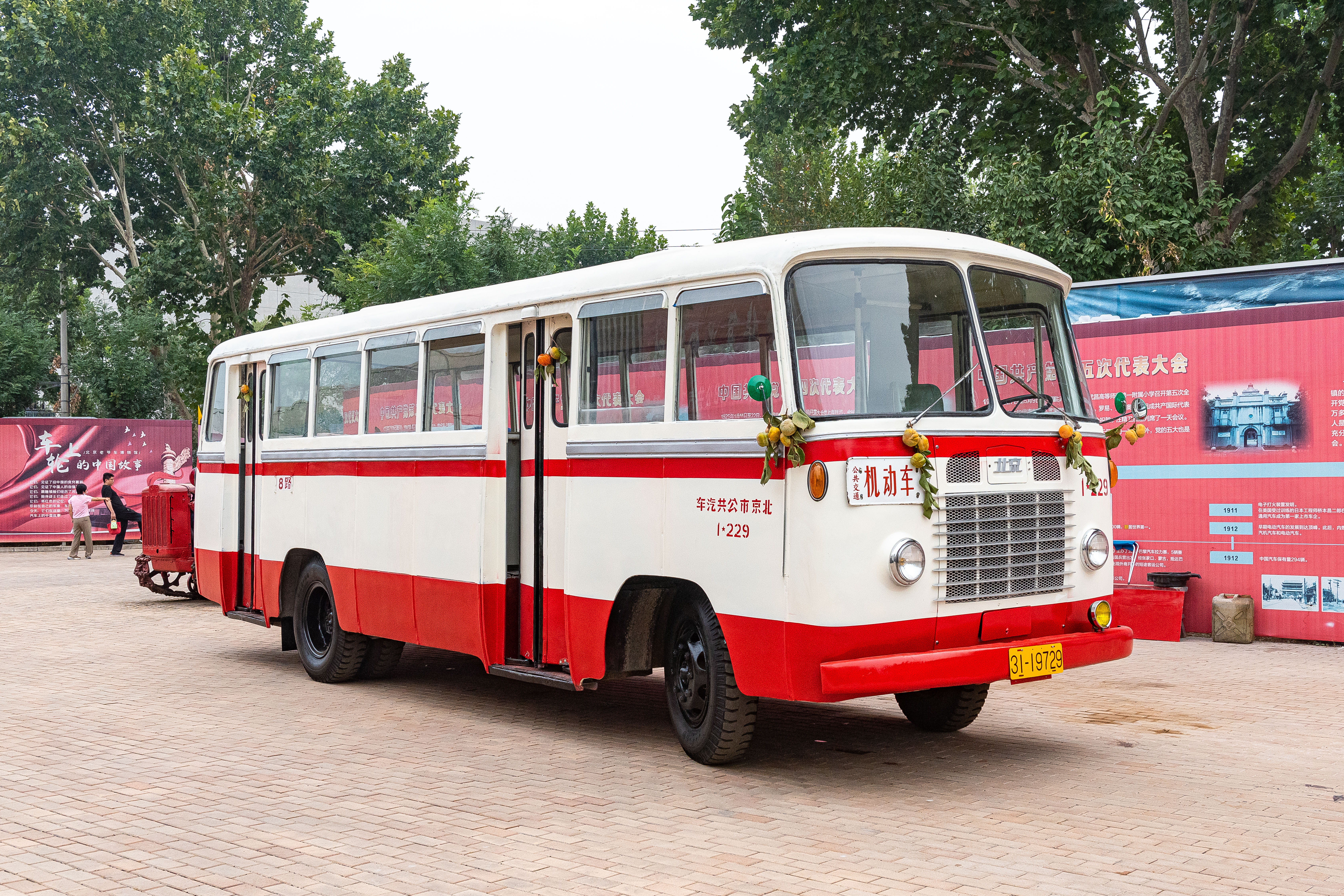
Un autobús BK640B desarrollado por la Fábrica de Reparación de Automóviles nº 4 de Pekín en 1970

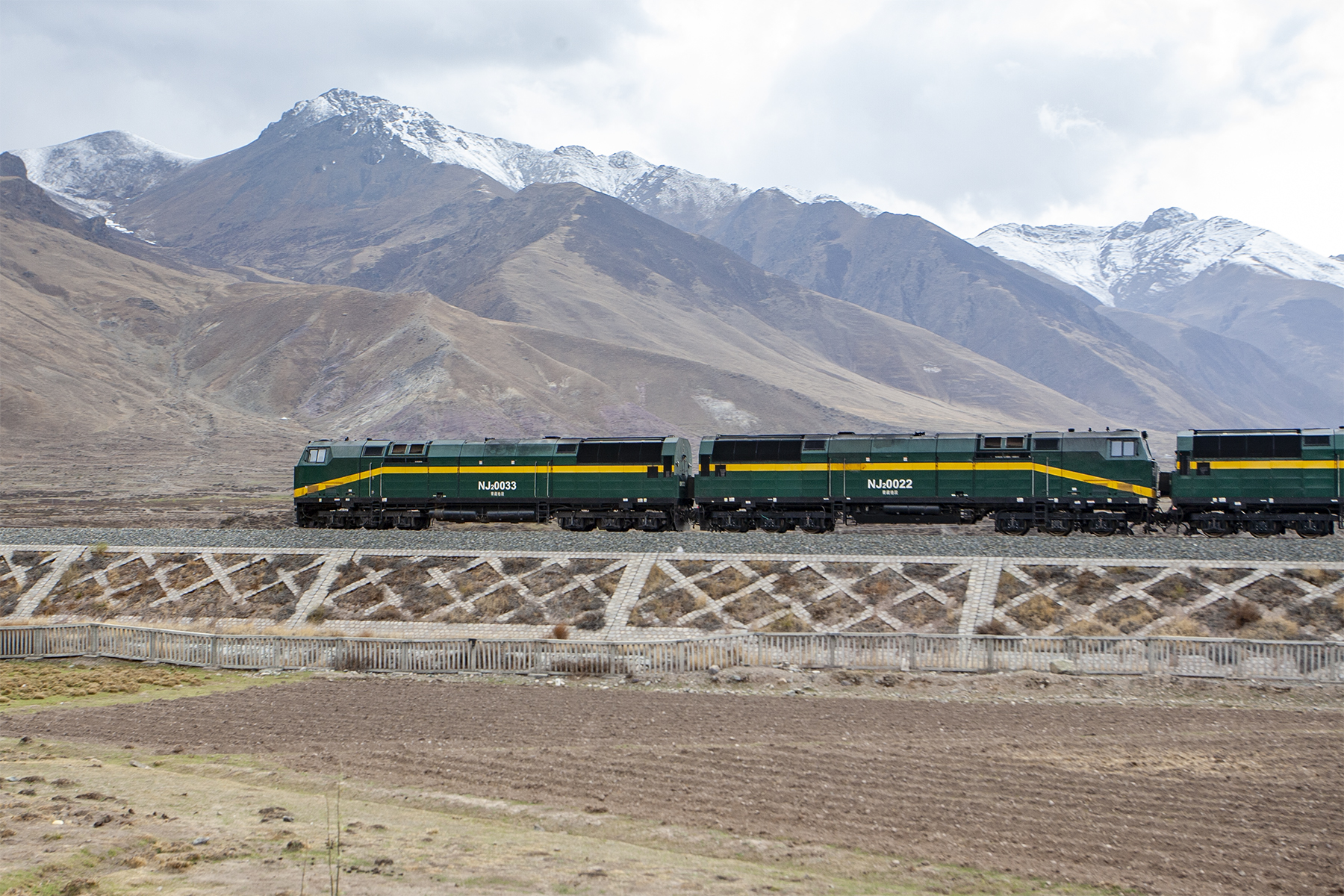
Hecho en China de Ferrocarril Qinghai-Tibet

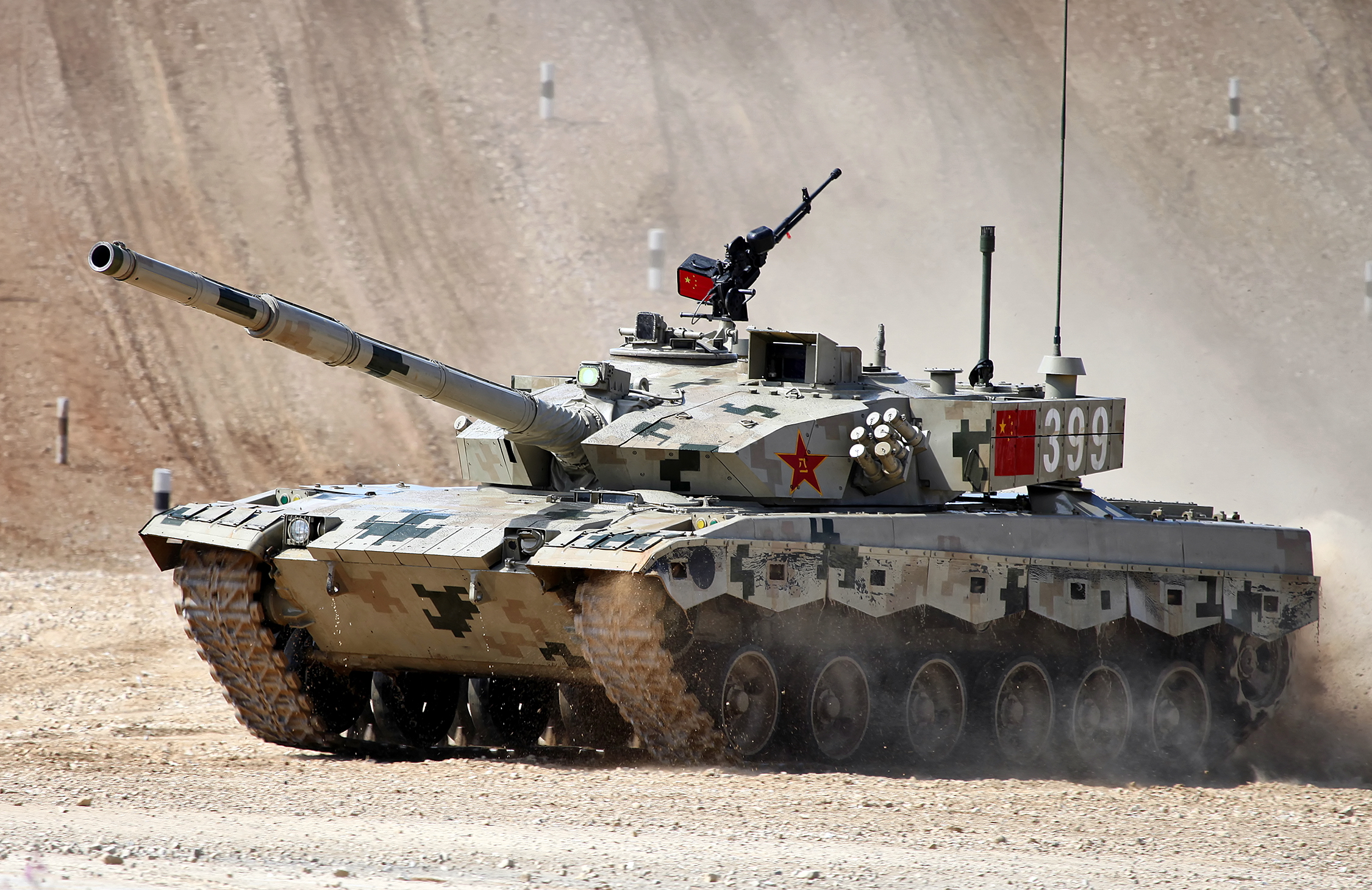
Productos militares de fabricación nacional de China después de 2002 ——Tipo 96

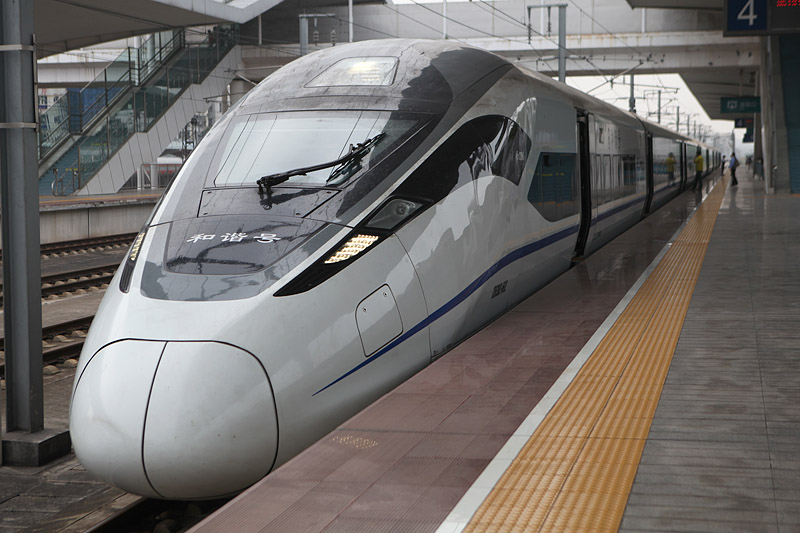
Trenes de alta velocidad fabricados mediante la introducción de tecnología y la mejora interna ——CRH380D

Desde el 1 de octubre de 1949, la industria de la República Popular China ha hecho enormes progresos, pasando de no ser capaz de fabricar la mayoría de los bienes industriales por sí misma a ser capaz de producirlos de forma independiente y de construir un sistema industrial moderno completo. En 2010, sustituyó a Estados Unidos como primer país manufacturero. En 2019, se convirtió en el único país del mundo con todas las categorías industriales que figuran en la Clasificación Industrial de las Naciones Unidas. La economía industrial es la mayor del mundo. Desde el inicio de la reforma de la economía de mercado, la industria de la República Popular China se enfrenta a muchos problemas, como la falta de refinamiento en cantidad y la falta de competitividad en precios.

## Historia

### Los primeros años de la independencia de China
En 1953, el gobierno de la República Popular China comenzó a aplicar el Primer Plan Quinquenal, que establecía el “desarrollo prioritario de la industria pesada como principal La dirección principal de la industrialización en la nueva China”, Al mismo tiempo, la Unión Soviética lanzó una ayuda masiva a la República Popular China. De los 156 proyectos que la Unión Soviética ayudó a la República Popular China  durante el Primer Plan Quinquenal, un total de 150 llegaron a construirse. Esto cubría básicamente todos los aspectos de la República Popular China, lo que ayudó enormemente a la formación del sistema industrial pesado de la República Popular China durante la Guerra Fría.
En 1957, el Primer Plan Quinquenal llegó a su fin y los esfuerzos del pueblo de la República Popular China, junto con la ayuda del gobierno de la Unión Soviética, condujeron a grandes logros en el Primer Plan Quinquenal, durante el cual la República Popular China produjo su primer automóvil, El primer avión, etc.

### Gran salto adelante
Sin embargo, el gran éxito del Primer Plan Quinquenal hizo que los máximos dirigentes del Comité Central del Partido Comunista de China se aventuraran y, en 1958, el Comité Central del Partido Comunista de China lanzó el Gran Salto Adelante, en el que la producción se planificó "con el acero como plataforma" y "el mariscal fue ascendido a la cuenta". Se puso en marcha la Gran Salto Adelante y se planificó la producción "con el acero como esquema" y "el mariscal fue promovido a la cuenta". Con el fin de duplicar la cantidad de hierro y acero, se puso en marcha una gran cantidad de construcción de infraestructuras en todo el país, y de 1958 a 1960, las nuevas inversiones en construcción de capital ascendieron a más de diez mil millones de yuanes cada año, llegando a 38,4 mil millones de yuanes en 1960, un aumento del 11% respecto al año anterior y 1,8 veces más que en 1957. Del total de la inversión de capital, la proporción de la inversión en construcción productiva fue superior al 86% (88% en 1958, 86,8% en 1959 y 86,4% en 1960), desplazando a la construcción no productiva. La búsqueda industrial de la producción por sí sola ha tenido muchos efectos negativos. Para garantizar que la producción de acero estuviera a la altura, se amplió la escala de construcción de capital en la propia industria siderúrgica, y también aumentó la construcción de industrias relacionadas con el acero, como el carbón, la electricidad y el transporte. Esto provocó un desequilibrio interno en la industria y un aumento del número de trabajadores en todo el país, que superó la capacidad de la economía nacional, especialmente la agrícola, y agravó la contradicción entre la oferta y la demanda de bienes sociales.
De los 11,08 millones de toneladas de acero anunciados para su finalización, sólo se calificaron 8 millones de toneladas de acero; de los 13,69 millones de toneladas de arrabio, sólo se calificaron 9,53 millones de toneladas. La Oficina Nacional de Estadística estimó que en 1958, la pérdida del método de fabricación de acero autóctono ascendió a 5.000 millones de yuanes, y se gastó una gran cantidad de subvenciones financieras. Los recursos naturales, como los bosques, están sobreexplotados o incluso gravemente dañados.
El Sexto Pleno del Octavo Comité Central del Partido Comunista de China, en el espíritu del “aire comprimido” de Mao Zedong, rebajó el objetivo de 30 millones de toneladas de producción de acero para 1959 propuesto en Beidaihe a unos 18 millones de toneladas. A partir de enero de 1959, el objetivo de producción de acero no cumplió con el plan mes tras mes, según el informe 《Inside Story》 de la Agencia de Noticias Xinhua. El periodista informó que：

En enero, la producción nacional de acero fue de 770.000 toneladas, sólo el 47,7% de la producción de diciembre del año pasado; la producción de 1,42 millones de toneladas de hierro, el 51,5% de diciembre del año pasado; la producción de 520.000 toneladas de acero, el 83,9% de diciembre del año pasado. Según los requisitos del plan de producción de acero para el primer trimestre de este año, la producción media diaria de acero debería ser de 33.000 toneladas, de hierro de 57.000 toneladas y de acero de 22.000 toneladas; en realidad, en enero sólo se produjeron 25.000 toneladas de acero, 46.000 toneladas de hierro y 17.000 toneladas de acero al día, lo que fue mucho menos de lo previsto.

En la Novena Sesión Plenaria del Octavo Comité Central del Partido Comunista de China, celebrada el 14 de enero de 1961, se formuló la política de “ajuste, consolidación, enriquecimiento y mejora”, y el Movimiento del Gran Salto Adelante llegó finalmente a su fin.

### Revolución Cultural
Tras la Revolución Cultural, la producción industrial de la República Popular China quedó devastada, pero aun así se consiguieron ciertos logros, como las Dos bombas y una estrella (la primera bomba atómica, la primera bomba de hidrógeno y el primer satélite artificial).

### Reforma económica china
El difícil proceso de reforma comenzó a finales de 1978, cuando la industria básica de la Unión Soviética, ineficiente y envejecida, que se enfrentaba a una grave crisis financiera frente a la competencia del mercado, fue sustituida por la introducción de tecnología occidental, y la industria moderna se restableció en gran medida en la década de 1980. Durante la década de 1980, el Gobierno de la República Popular China tuvo algunas dificultades, con un sistema de precios de dos vías, la ineficacia de las empresas estatales debido al sistema del "Trabajo seguro" y el rápido crecimiento de la economía limitado por la escasez de energía.
No fue hasta mediados de los años 80 cuando la industria logró un éxito sustancial en algunos ámbitos. La producción industrial fue 25 veces superior a la de 1952. También era el primer productor mundial de carbón, textil y bicicleta. A mediados de la década de 1980, la industria manufacturera se introdujo en las zonas menos desarrolladas y rurales del sur. La producción de productos industriales ligeros ha aumentado considerablemente en comparación con el periodo anterior a la reforma. En esta época, los directivos de las empresas podían ejercer una mayor autonomía y aplicar innovaciones tecnológicas para mejorar la eficiencia y reducir los costes de funcionamiento.
A partir de mediados de la década de 1980, el gobierno de la República Popular China empezó a conceder gran importancia al papel de la ciencia y, en mayo de 1995, el Comité Central del Partido Comunista de China y el Consejo de Estado de la República Popular China emitieron la Decisión sobre la Aceleración del Progreso de la Ciencia y la Tecnología, en la que se planteaba formalmente la estrategia de desarrollo del país mediante la ciencia y la educación.
En la actualidad, la República Popular China es líder mundial en industria nuclear, industria aeroespacial, industria del láser, bioingeniería, etc. Tiene desventajas evidentes en tecnologías industriales básicas como los tornos CNC, y carece de competitividad básica en industrias pesadas como la fabricación de automóviles y locomotoras y la fabricación de aviones civiles.

## Lectura ampliada
- Historia industrial de China, Jiangsu Science and Technology Press, por Liu Guoliang

Historia industrial de la República Popular China
- Datos: Q7692520